# ويليام كامينغ (سياسي)
ويليام كامينغ هو محامي وسياسي أمريكي، ولد في 30 يوليو 1724 في أنابولس في الولايات المتحدة، وتوفي في 1797. انتخب عضو مجلس نواب كارولينا الشمالية ‏.